# كلاوديو منديز
كلاوديو منديز، لاعب كرة قدم برازيلي سابق.
لعب مع نادي العربي الكويتي، وقد سجل هدفين في نهائي كأس الأمير 1998/1999.
و لعب مع عدد من الأندية الخليجية مثل نادي الخور القطري ونادي الشعلة السعودي ونادي الخليج السعودي.